# Estação Onze de Setembre

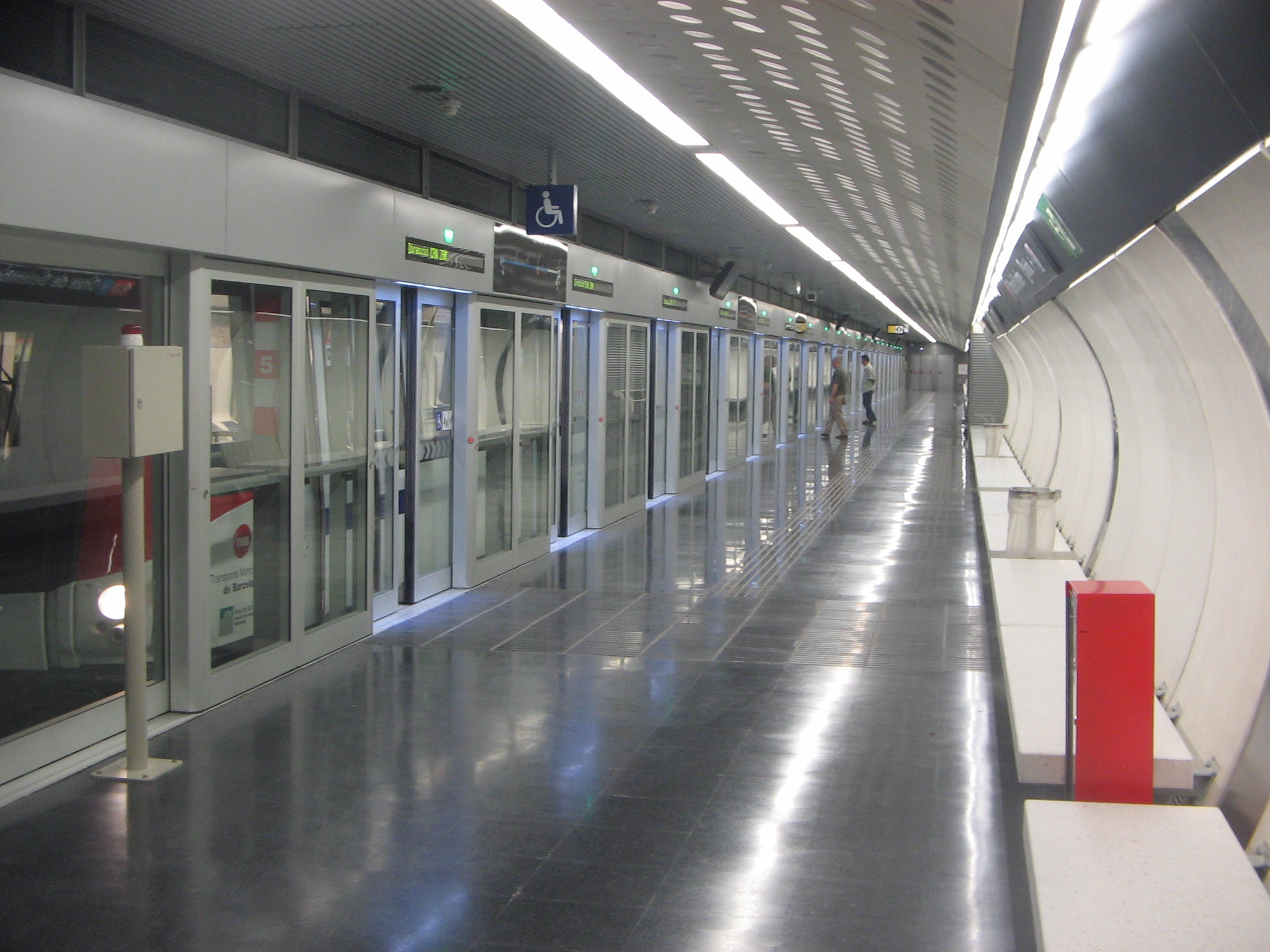
Plataforma de embarque.

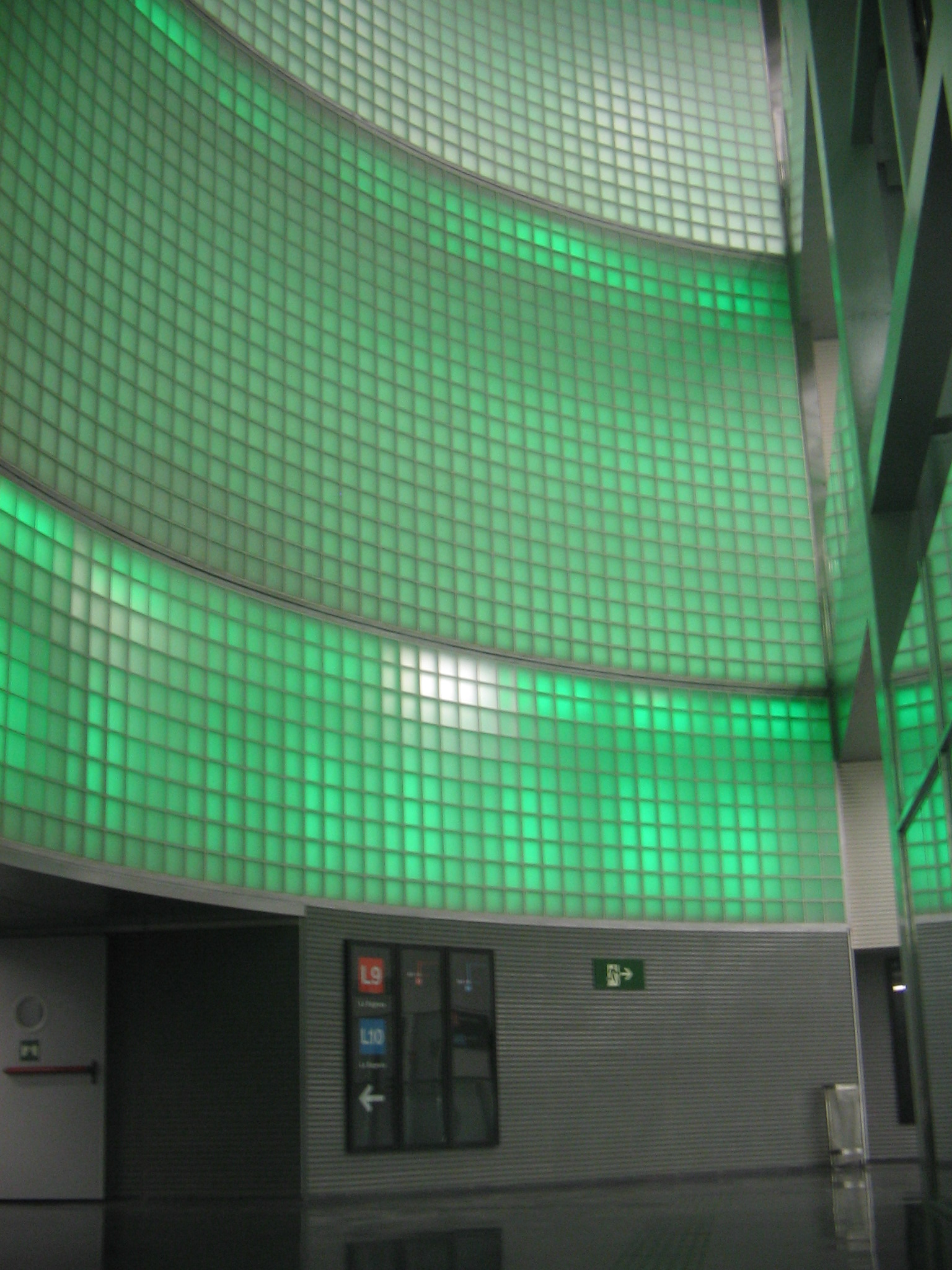
Mural decorativo instalado no poço da estação.

Onze de Setembre é uma estação das linhas: Linha 9 e Linha 10 do Metro de Barcelona. Entrou em funcionamento em 2010.

## Características
A estação está localizada exatamente sob a interseção da Rambla Onze de Setembre com a rua Virgili e foi construída como muitas outras novas estações de metrô da L9 com uma profundidade de 31 metros e um poço de 30 metros de diâmetro. Está dividida em três níveis: o salão superior, a plataforma superior e a plataforma inferior. O corredor superior tem acesso único pela rua equipado com escadas rolantes e elevadores, tornando a estação acessível para pessoas com deficiência. O átrio superior também possui máquinas de venda automática de bilhetes e um Centro de Controle TMB. A plataforma superior é onde circulam os trens em direção a La Sagrera e a plataforma inferior é onde circulam os trens em direção às estações Can Zam e Gorg. O projeto arquitetônico da estação foi projetado pelo arquiteto Tomàs Morató. No local existe um mural iluminado de autoria de Àlex Ollé e Alfons Flores que cobre a maior parte do poço da estação e representa o estado de espírito existente na época da construção.